# Tavi káka
A tavi káka (Schoenoplectus lacustris) a nádra hasonlító, látványos vízinövény, leginkább a természetben, de akár kerti tavakban is találkozhatunk vele. Magyarországon a leggyakrabban a Balatonnál, a Nagy-berekben és a folyóinkban található. 

## Élőhelye
A tavi káka leginkább a mocsarakban, lápos erdőkben, tavakban és nádasokban él. Magyarországon a legtöbbször kerti tavakban, és a Balatonban találhatjuk.

## Megjelenése
- Gyöktörzs: 80-300 cm, magas, hosszú
- Szár: Sötétzöld, hengeres, vastagsága a tövénél akár 15-20 mm is lehet.
- Levél: A pelyva nő ki belőle
- Virág: Virágfüzéres, kocsányon egyesülnek

## Életmódja
A tavi káka barna virága nyáron nyílik, termése a legkésőbbi fagyokig él, de élhet tovább is, a második hideg fagyig...

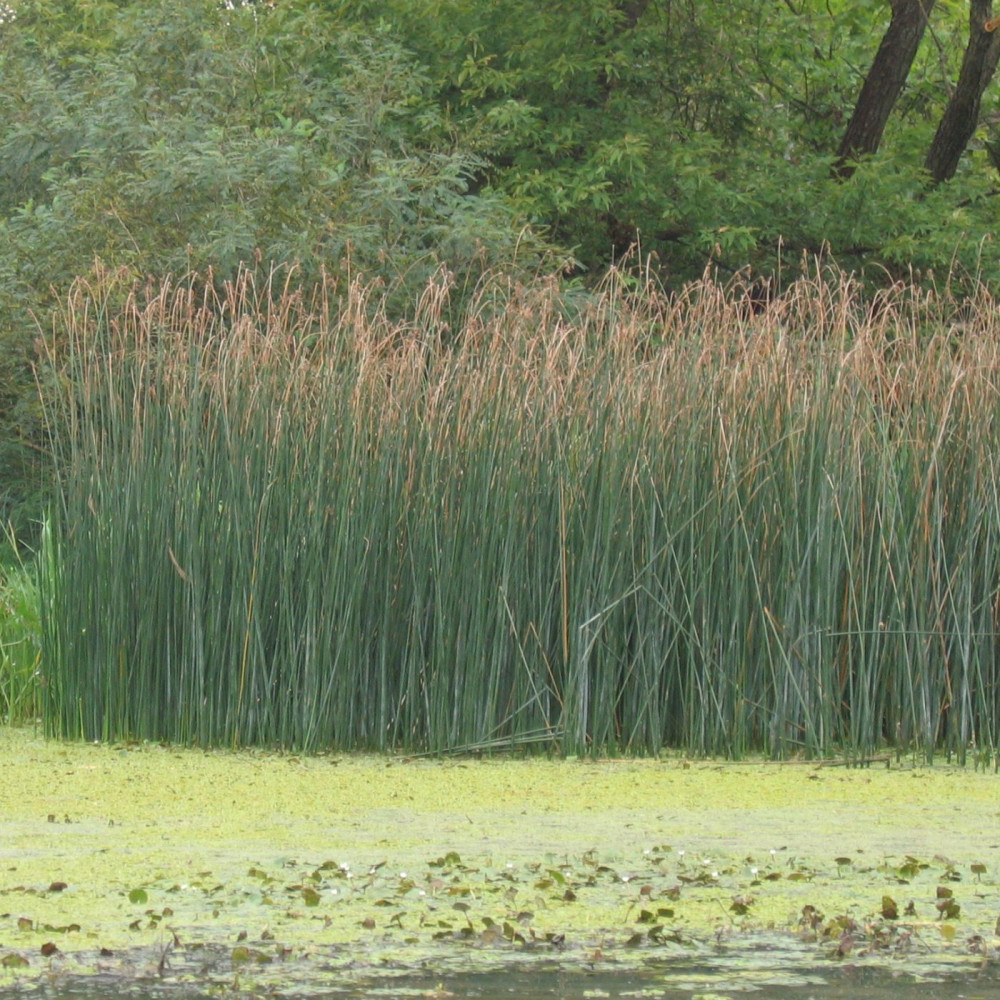
Tavi káka mező a Balatonban